# Donegal, König der Rebellen
Donegal, König der Rebellen (Originaltitel: The Fighting Prince of Donegal) ist ein US-amerikanisch-britischer Abenteuerfilm mit einem historischen Hintergrund für die ganze Familie aus dem Jahr 1966 von Michael O’Herlihy. Das Drehbuch verfasste Robert Westerby. Die Hauptrollen sind mit Peter McEnery, Susan Hampshire und Tom Adams besetzt. Der gesamte Streifen wurde in den Londoner Pinewood Studios gedreht. Zum ersten Mal ins Kino kam der Film am 1. Oktober 1966 in den USA. In der Bundesrepublik Deutschland hatte er seine Premiere am 18. August 1967.

## Handlung
Im 16. Jahrhundert sollen in Irland englische Küsten-Garnisonen zur Abwehr einer spanischen Invasion eingerichtet werden. Das erbittert die freiheitlichen Iren, und sie sinnen auf Gegenmaßnahmen. Ein Familienverband ist für die offene Rebellion, ein anderer, der in Donegal ansässige O’Donnell-Clan, für Verhandlungen. Der „rote Hugh“, eben erst Fürst von Donegal geworden, entscheidet sich für letzteres. Eine Falle, die ihm verräterische Abgesandte der Königin Elisabeth I. gestellt haben, verändert aber die Situation. Im Gefängnis von Dublin sucht er nun unter allen Umständen die Freiheit für sich und sein Volk zu gewinnen. Mit Hilfe eines anderen Häftlings kommt Hugh frei, wird aber bald wieder gefangen, flieht erneut, wobei ihm diesmal Landsleute helfen können, stürmt dann zusammen mit den McSweeneys sein Schloss, das mittlerweile von den Engländern eingenommen worden ist, wobei man Mutter und Braut zu Geiseln gemacht hat. Den Rebellen gelingt es, alle zu befreien, und die Iren feiern einen großen Sieg.

## Kritiken
Der Evangelische Film-Beobachter gelangt zu einem lobenden Urteil: „Dieser breit angelegte amerikanische Disney-Film stellt bei aller Schlichtheit gute Unterhaltung für die ganze Familie dar.“ Weniger wohlwollend urteilt das Lexikon des internationalen Films: „Recht pathetischer Abenteuerfilm in historischem Kostüm, mit breit angelegten Kerker- und Fluchtszenen, mäßig spannend.“